# Dill
《Dill》（日語：ディル）是豊崎愛生的第3張的單曲。於2010年11月10日由Music Ray'n發行。

## 概要
- 分為通常盤和初回盤2種類發售，初回限定盤內有DVD。
- 「Dill」是Clammbon的歌手兼鍵盤・原田郁子的作詞、樂隊貝斯手・擔當作曲、演奏也由Clammbon所實行。

## 收錄曲
1. Dill [4:06]
作詞：原田郁子、作曲：ミト、編曲：クラムボン
2. Magical Circle [3:58]
作詞・作曲・編曲：重永亮介
3. Dill（Instrumental）

DVD（初回限定盤）
1. Dill（Music Clip）

## 外部連結
- 豊崎愛生 Special website